# Brenta menti csata
A Brenta menti csata a magyar kalandozások egyik első csatája volt, 899-ben, amely a magyarok győzelmét hozta I. Berengár itáliai király felett.

## Előzmények
895-ben Árpád fejedelem vezetésével a Kárpát-medencébe érkeztek a magyarok, akik a besenyők elől menekülve új hazát kerestek maguknak. Választásuk a jól védhető, természetes határokkal körülvett Kárpát-medencére esett, amelynek nagy részét 895–899 között meghódoltatták, csupán a Dunántúl maradt meg a németek kezén.
899-ben a magyarok elhatározták Itália végigrablását, melynek előkészítése érdekében tárgyalást folytattak Arnulf császárral, aki engedélyezte a kalandozó magyar csapatok átvonulását országa területén, így 899 márciusában 5000 magyar lovas indult el Itália meghódítására.
Arnulf keleti frank király a Karolingok évszázados szokása és joga alapján császárrá óhajtotta magát koronáztatni. Azonban a trónra családon belüli rangjánál és születésénél fogva Berengár friuli őrgróf, Nagy Károly dédunokája lett volna jogosult. Arnulf a magyarokkal szövetkezett, s hívta be őket Itáliába Berengár ellen.[forrás?]

## A csata
A magyar csapatok egész Lombardiát elárasztották, az Alpokig kifosztva és felégetve a településeket. Ezt követően Vercelli városába hatoltak be, ahonnan Liutward  püspök menekülni igyekezett kincseivel előlük, de a magyarok elfogták, s megölték, kincseit pedig elvették.
Augusztus–szeptember folyamán Treviso, Vicenza, Verona, Brescia, Bergamo és Milánó környékét dúlták, s egészen Paviáig, az Itáliai Királyság és Berengár fővárosáig nyomultak. Innen a római Via Postumián csakhamar megkezdték a világtörténelem talán legtehetségesebb, szándékos futását az üldöző Berengár itáliai források szerint is a magyarokénál legalább háromszor nagyobb (15 000 főnyinek mondott) közép- és észak-itáliai serege elől. A magyar utóvédet Veronánál megverték, majd a továbbra is páni félelmet mímelő sereg a Via Postumián a mai Fontaniva városába vezető hídon átmenekülve megállapodott a Brenta folyó túlpartján.

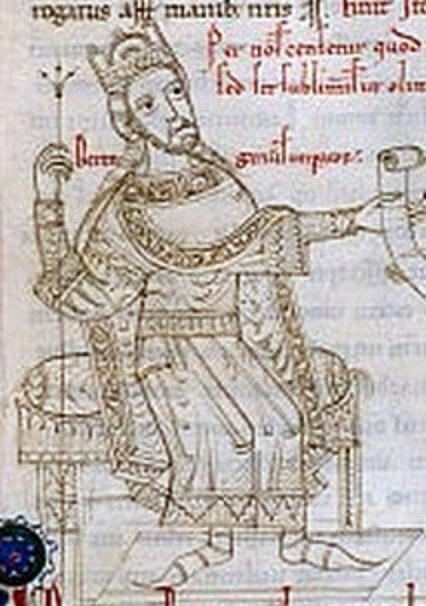
Berengár király

Időközben Berengár király összeszedett 15 000 lovast, melyekkel a magyarok nyomába eredt. A szétszórva fosztogató magyar csapatok az utolsó pillanatban egyesültek, majd mielőtt az itáliai hadseregnek sikerült volna bekeríteniük őket, a Brenta folyó irányába menekültek. A Brentán átúsztattak, de látták, hogy az ellenfeleik még mindig szorosan a nyomukban vannak, így elhatározták, hogy megegyeznek üldözőikkel. Felajánlották, hogy amennyiben hagyják őket hazamenni, összes rabolt holmijukat hátrahagyják, s többet nem támadják meg Itáliát. Berengár azonban biztos volt győzelmében, így nem fogadta el a magyar ajánlatot.
Berengár katonái azonban nem lendültek azonnal támadásba, s ez okozta vesztüket. A jobb parton ugyanis letáboroztak, s vesztükre szekértábort hoztak létre, vagyis szekereikkel vették körül táborukat. Ezenkívül a folyó rendes őrizetéről sem gondoskodtak.
Időközben a magyarok azonban csendben csatarendbe hozták magukat, majd a folyó legsekélyebb részén átkeltek a túlsó partra, s két oldalról nyílzápor alá vették a tábort. Az itáliaikat teljesen meglepte a támadás, melyet betetőzött a magyar derékhad két oldalról jövő rohama. Megkíséreltek a magyarokkal szemben kellő ellenállást kifejteni, de az hamar összeomlott és így a magyarok pár óra alatt tönkreverték az egész itáliai sereget, Berengár is csak egyszerű katonának öltözve tudott elmenekülni.

## Következmények
Észak-Itália a győztesek lába előtt hevert. A brentai csata után pár héttel, 899. december 13-án már Vercellit támadták, 900. január 26-án Modenát vették be, két nappal később feldúlták a híres nonantolai kolostort. A kolostorépületet felgyújtották, sok kódex elégett, szerzeteseket öltek meg. 900. június 29-én és a Lido szigeti Malamocco felől megtámadták Velencét. Lovaikra bőrtömlőket kötözve megkísérelték elérni a Rialtót, de Dominicus Tribuno fia Péter dózse hajói erősebbek voltak. Szövetségesük, Arnulf halálhírére, s arra a híradásra, hogy a keleti frank szövetség felbomlott, éppoly gyorsan kivonultak Itáliából, mint amilyen hirtelen megszállták. Ám a jövendőre is gondolva, távozásuk előtt békét kötöttek Berengár királlyal.